# Huwarsanassa
Huwarsanassa era una ciutat i un regne de la regió de Lícia (Lukka) sotmès pel rei hitita Mursilis II cap a l'any 1320 aC. El seu rei i els col·laboradors es van refugiar al regne d'Arzawa i la negativa d'aquest rei a entregar-los va desfermar la guerra entre l'Imperi Hittita i Arzawa. Mursilis va acabar conquerint i incorporant a les seves possessions a Arzawa.